# Palais Schering Rosenhane
Le palais Schering Rosenhane (en suédois : Schering Rosenhanes palats)  est un édifice situé dans le quartier de Riddarholmen à Stockholm en Suède.

## Présentation
Le palais, situé au 10 Birger Jarls torg, a été construit entre 1652 et 1656 pour le gouverneur de Stockholm (sv) Schering Rosenhane selon les plans de Nicodemus Tessin l'Ancien.
De 1776 à 1876, le palais fut le siège du Rite suédois de la franc-maçonnerie. 
Les ailes, construites à cette époque, l'aile orientale vers 1800 et l'aile ouest vers 1850, modifièrent la façade continentale du palais.
La façade donnant sur la baie Riddarfjärden, a conservé en grande partie son aspect d'origine.
L'utilisateur actuel du bâtiment est la Cour d'appel de Svea.

## Galerie

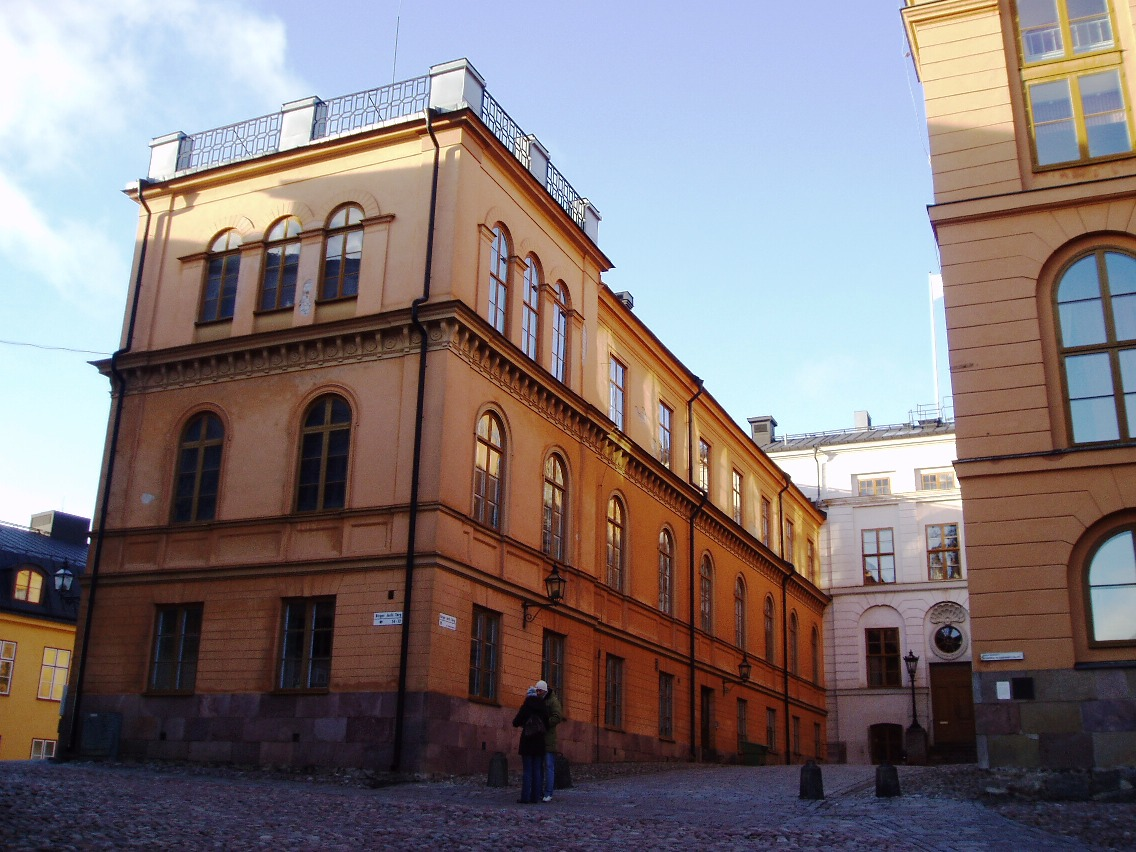
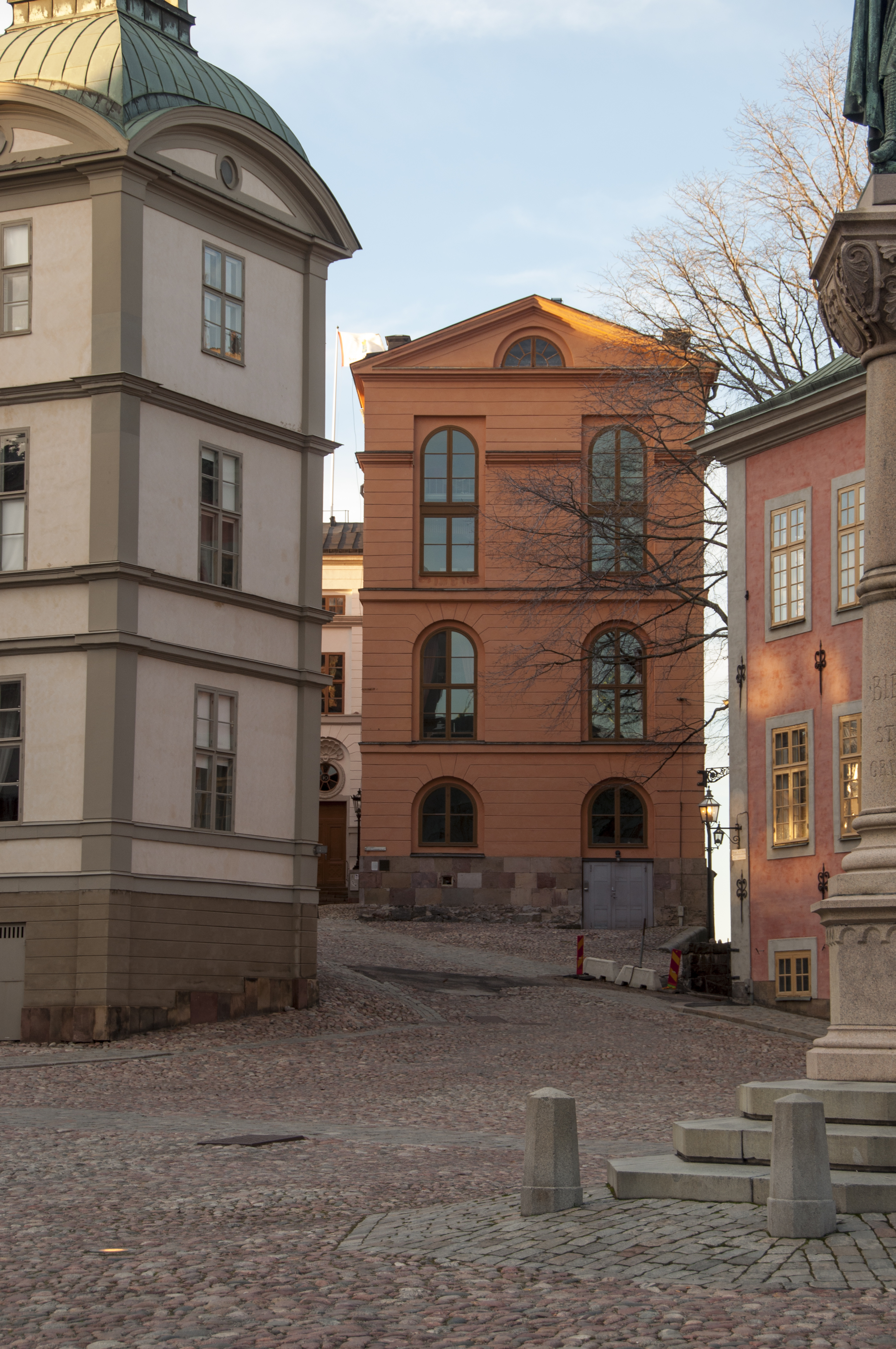